# Albert von Pourtalès
Albert von Pourtalès, född den 10 september 1812 i Paris, död där den 18 december 1861, var en tysk greve och diplomat. Han var farbror till Friedrich Pourtalès.
Pourtalès blev 1850 preussiskt sändebud i Konstantinopel och utförde 1853 en betydelsefull mission till London, där hans förtrogne vän Christian Karl Josias von Bunsen då var preussiskt sändebud. Han blev 1859 sändebud i Paris och visade där mycken takt, särskilt vid förhandlingarna i samband med kung Vilhelm I:s besök hos Napoleon III i Compiègne 1861. Verner Söderberg skriver i Nordisk familjebok: "P. framstår i sina bref till Bunsen som en varmhjärtad och klarsynt tysk patriot."